# سلاحف النينجا المراهقون المتحولون
سلاحف النينجا المراهقون المتحولون (والتي غالبًا ما يتم اختصارها إلى سلاحف النينجا أو TMNT بالإنجليزية) هم أربعة سلاحف خيالية مجسمة سُميت على أسماء الفنانين الإيطاليين في عصر النهضة. تم تدريبهم على يد جرذ متحول يُسمى سبلنتر على فن النينجوتسو. يقاتل هؤلاء الأربعة من منزلهم في المجاري في مدينة نيويورك، المجرمين، وأرباب الشر، والمخلوقات المتحورة، والغزاة الفضائيين أثناء محاولتهم البقاء مختبئين من المجتمع. تم ابتكار تلك السلسلة الخيالية بواسطة كيفن ايستمان وبيتر ليرد.
نشأت الشخصيات في كتب هزلية نشرتها ميراج ستوديو وتوسعت في سلسلة أفلام كرتونية وأفلام وألعاب فيديو ولعب الأطفال وغيرها من السلع. حظيت تلك الشخصيات بشعبية هائلة في أواخر الثمانينات وأوائل التسعينات، واكتسبت نجاحًا وشهرةً على مستوى العالم.

## التاريخ
ظهرت شخصيات سلاحف النينجا المراهقون المتحولون لأول مرة في كتاب هزلي أمريكي نشرتهميراج ستوديوفي عام 1984 في دوفر بولاية نيو هامبشاير. نشأ المفهوم من رسم هزلي رسمه إيستمان خلال أمسية غير رسمية من العصف الذهني مع ليرد. باستخدام المال من استرداد الضريبة، جنبًا إلى جنب مع قرض من عمه إيستمان، قام الفنانان الشابان بنشر موضوع واحد يهدف إلى محاكاة ساخرة لأربعة من المجلات الكوميدية الأكثر شعبية في أوائل الثمانينات:مارفل كومكس وديردفيل ومجلة المُتحولون الجُدد الشهيرة بديف سيمس سيريبوس ومجلة رونين الشهبرة بفرانك ميلر. وقد تم نشر سلسلة الكتاب الهزلي TMNT في تجسيدات مختلفة من قبل العديد من شركات الكتب المصورة منذ عام 1984.
بدأت سلاحف النينجا صعودها إلى النجاح عندما سعى وكيل الترخيص مارك فريدمان إلى إيستمان وليرد لاقتراح فرص ترويج أوسع للامتياز. وفي عام 1986، أنتجت شركة دارك هورس مجموعة من التماثيل الرصاصية 15 مم (حوالي 0.6 بوصة) لتلك الشخصيات. وفي شهر يناير عام 1987، زار ايستمان وليرد مكاتب شركة بلايماتس تويز، وهي شركة ألعاب صغيرة في كاليفورنيا أرادت التوسع في سوق الشخصيات. قام فريق مبدع من الشركات والأفراد بالتطوير: قام جيري ساكس، وكيل الإعلان في وكالة ساكس فينلي Sachs-Finley، بجمع الرسوم المتحركة فيموراكامي - وولف سفينسون برئاسة فريد وولف. جمع وولف وفريقه المفاهيم والأفكار مع طاقم التسويق في شركة بلايماتس Playmates، برئاسة كارل أرونيان، ونائب الرئيس للمبيعات ريتشارد ساليس.

## الشخصيات الرئيسية
- ليوناردو (ليو) - القائد التكتيكي والشجاع والطالب المكرس لحواسه، يرتدي ليوناردو قناع أزرق ويستخدم اثنين من الكاتانا. وباعتباره الأكثر ضميرًا من بين الأربعة، فإنه يتحمل في غالب الأحيان عبء المسؤولية عن إخوته، الأمر الذي يؤدي عادةً إلى الصراع مع رافائيل. سُمي ليوناردو على اسم الإيطالي، الرسام، والمهندس، والمخترع، والكاتب، وعالم التشريح، والنحات، ليوناردو دا فينشي.
- مايكل أنجلو (مايكي) - يُعتبر مايكل أنجلو المولود الأكثر ذكاءً في الفريق، لاعبًا حرًا ومسترخًا وأنيقًا ومعروفًا بحبه للبيتزا. يرتدي مايكل أنجلو قناع برتقالي ويستخدم زوج من الننشاكو. يقدم مايكل أنجلو ترويحًا كوميديًا، رغم أنه لا يزال لديه جانب مغامر. يُعتبر مايكي الأقل نضجًا منبين السلاحف الأربعة، ويظهر خصائص الركمجة، وغالبًا ما يتحدث بلهجة جنوب كاليفورنيا. تمت تسميته على اسم رسام عصر النهضة الإيطالي، والنحات، والمهندس المعماري، والشاعر، والمهندس، مايكل أنجلو. احتوى اسمه في الأصل على خطأ إملائي «مايكلأنجلو» من قبل بيتر ليرد وكيفن ايستمان.[6]
- دوناتيلو (دوني أو دون) - العالم، والمخترع، والمهندس، وعبقري التكنولوجيا. يرتدي دوناتيلو قناعًا أرجوانيًا ويستعين بموظفي بو. ولعل دوناتيلو هو أقل السلحفاة عنفًا، حيث يفضل استخدام معرفته لحل النزاعات، لكنه لا يتردد أبداً في الدفاع عن أشقائه. تم تسميته على اسم الفنان والنحات الإيطالي من عصر النهضة في فلورنسا دوناتيلو.
- رافاييل (راف) - يرتدي رافاييل، وهو الفتى السيئ بالفريق، قناعًا أحمر اللون ويستخدم زوجًا من الساي. يتمتع رفاييل بطبيعة عدوانية، ونادرًا ما يتردد في البدء بأول ضربة. وغالبًا ما يتحدث بلكنة واضحة جدًا في نيويورك. تظهر شخصيته شرسة وساخرة، وتقدم في كثير من الأحيان روح الدعابة المميتة، كما أنه شديد الولاء لأشقائه ومدربه. سُمي رفاييل على اسم الرسام الإيطالي ومهندس عصر النهضة رفائيل.[6]
- سبلينتر - سينسي السلاحف وأبوهم بالتبني، سبلينتر هو فأر متحول تعلم طرق النينجيتسو من صاحبه وسيده هاماتو يوشي. في المسلسل التلفزيوني المعروض عام 1987 سلاحف النينجا، ضمن سلسلة آرتشي كوميكس، ومسلسل سلاحف النينجا التلفزيوني المعروض عام 2012، كان سبلينتر هو هاماتو يوشي ولكنه تحوّل إلى فأر شبيه بالإنسان. في المسلسل التلفزيوني المعروض عام 2003، كان الفأر هو الحيوانا الأليف ليوشي والذي تحور بسبب سديم غامض من مبنى TCRI.
- ايبريل آونيل- مساعدة مختبر سابقة للعالم المجنون باكستر ستوكمان، أبريل هي الرفيقة البشرية المحبوبة للسلاحف. اجتمعت ايبريل لأول مرة مع السلاحف عندما أنقذوها من روبوتات «فاكستر» من «باكستر». وتظهر ايبريل في العديد من مغامرات السلاحف وتساعدهم من خلال القيام بالعمل في الأماكن العامة التي لا تستطيع السلاحف الظهور بها. في السلسلة التلفزيونية لعام 1987، ضمن سلسلة آرتشي كوميكس، والأفلام الثلاثة اللاحقة، وفيلم سلاحف النينجا المعروض عام 2014، كانت ايبريل تعمل كمراسلة أخبار تلفزيونية. في فيلم تي إم إن تي، ظهرت ايبريل وكيسي جونزكعاملين يعملان لدى شركة شحن. وفي سلسلة 2012، ظهرت ايبريل كمراهقة تم إنقاذها من قبل سلاحف النينجا، وأخذت في وقت لاحق بعض «الدورات التدريبية» في فن النينجوتسو على يد سبلينتر.
- كيسي جونز (كازاي جونز) - وهو حارس يرتدي قناع هوكي لحماية هويته، أصبح كيسي جونز أحد أقرب الحلفاء السلاحف، بالإضافة إلى حبه لايبريل. واجه كيسي السلاحف لأول مرة بعد مشاجرة مع رافائيل. يحاربكيسي الجريمة بمجموعة متنوعة من الأدوات الرياضية التي يحملها في حقيبة الغولف، مثل مضارب البيسبول وعصي الجولف وعصي الهوكي.
- شردر - سيد النينجوتسو الخسيس ويُدعى أوروكو ساكي هو زعيم عشيرة القدم، عشيرة النينجا الشريرة. ظهر شردر في جميع مؤلفات وأفلام وألعاب سلاحف النينجا كالعدو اللدود للسلاحف ومعلمهم سبلنتر. يفضل شردر استخدام درعه بدلاً من الأسلحة في بعض الإصدارات.
- جنود عشيرة القدم / النينجا - هم جنود من عشيرة القدم يعملون لدى شردر. يعتبر هؤلاء الجنود هم أكثر الأشرار شيوعًا الذين تواجههم السلاحف.
- كاراي - وهي عضوة عالية المستوى في «عشيرة القدم»، ظهرت في العديد من كاريكاتيرات ومسرحيات الأفلام والأفلام، بالإضافة إلى العديد من ألعاب الفيديو. في بعض التجسيدات للشخصية، ترتبط ارتباطا وثيقا بشردر باعتبارها ابنته بالتبني أو حفيدته البيولوجية. تشترك كاراي في معظم الأعمال وتظهر في تنافس غامض مع ليوناردو وتظهر له في بعض الأحيان بعض الاهتمام الرومانسي.